# Leptorhabdium illyricum
Leptorhabdium illyricum là một loài bọ cánh cứng thuộc phân họ Lepturinae, trong họ Cerambycidae. Loài này phân bố ở Bosnia và Herzegovina, Croatia, Hy Lạp, Ý, Macedonia, Montenegro, và ở Slovenia.